# Charrue-taupe

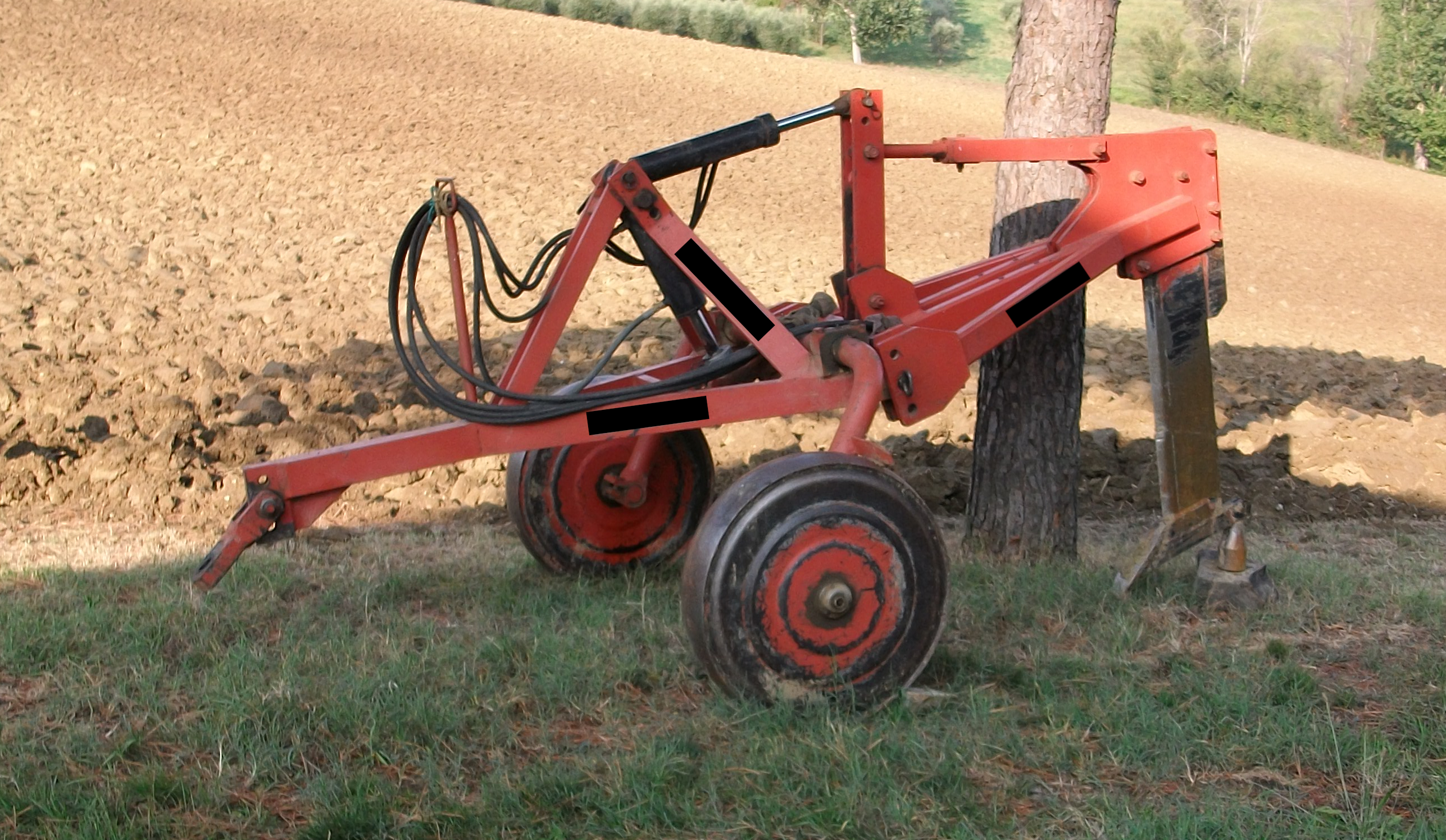
Charrue-taupe traînée

Une charrue-taupe est un outil agricole utilisé pour créer des canaux de drainage souterrains, appelés galeries-taupe, dans les sols argileux peu perméables. Cette technique est connue sous le nom de taupage (drainage-taupe). La charrue-taupe est principalement utilisée pour assécher les champs et prairies humides. Les fissures qu’elle crée dans l’horizon arable permettent d’évacuer l’excès d’eau vers les drains, ce qui aide à contrôler le niveau de la nappe phréatique et à maintenir un sol suffisamment sec et stable pour supporter les machines agricoles lourdes.
Il ne faut pas confondre une charrue-taupe avec un décompacteur, un outil agricole utilisé pour décompacter une couche de sol tassée.
Les outils agricoles, qui ne sont pas actionnés par la force humaine, se présentent généralement sous trois formes: automoteurs, traînés ou portés. Un outil automoteur dispose de son propre système de propulsion et est également appelé automoteur. Les outils traînés et portés nécessitent, quant à eux, un véhicule tracteur externe, tel qu’un tracteur. Un outil traîné possède son propre châssis, tandis qu’un outil porté en est dépourvu et est donc relevé ou abaissé par le système hydraulique du tracteur. La charrue-taupe est généralement utilisée sous forme portée. Toutefois, dans des pays comme le Royaume-Uni, où les parcelles sont généralement plus vastes, les versions traînées sont également courantes. Dans les deux cas, l’outil est actionné par un tracteur.

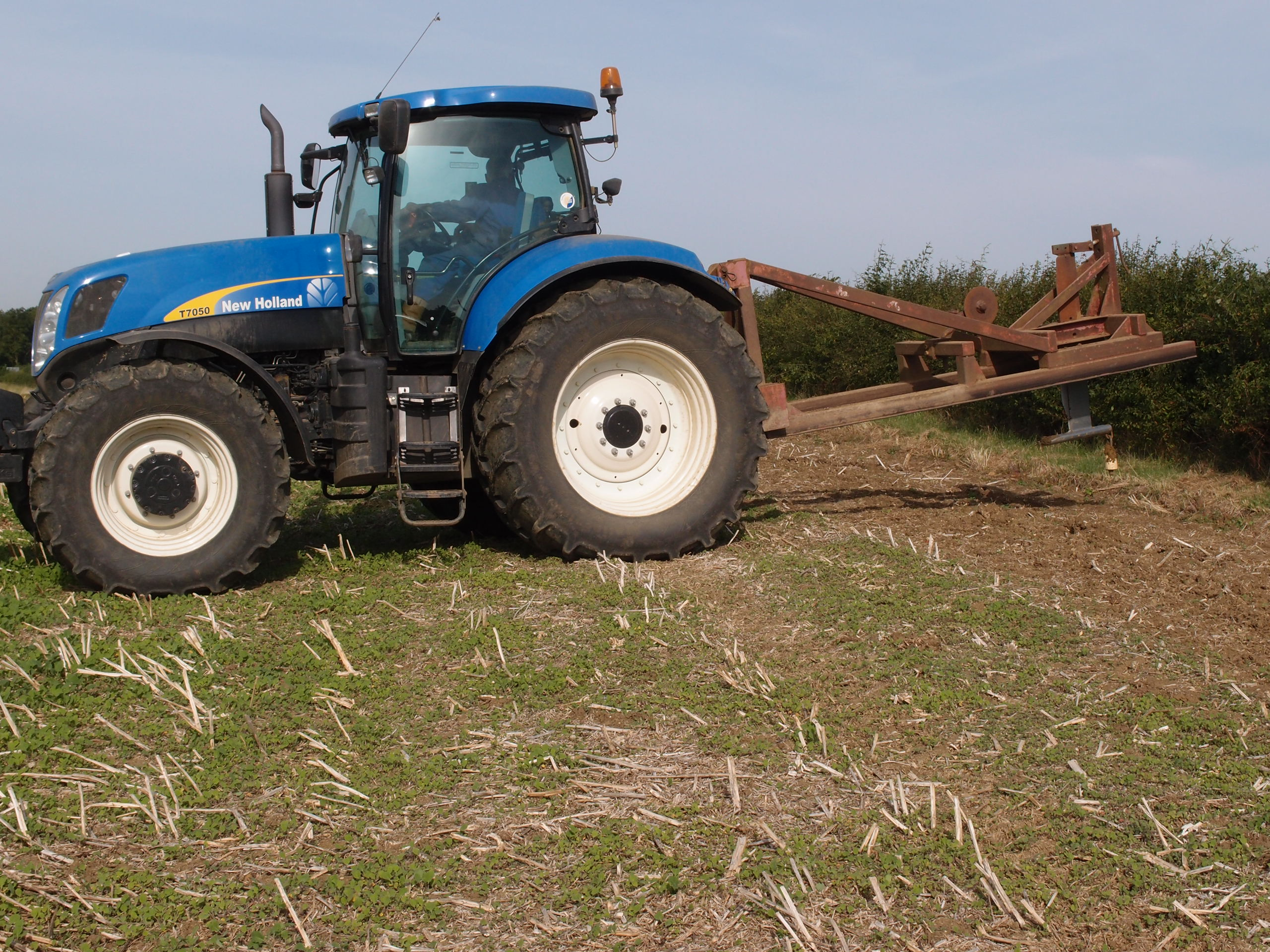
Charrue taupe portée
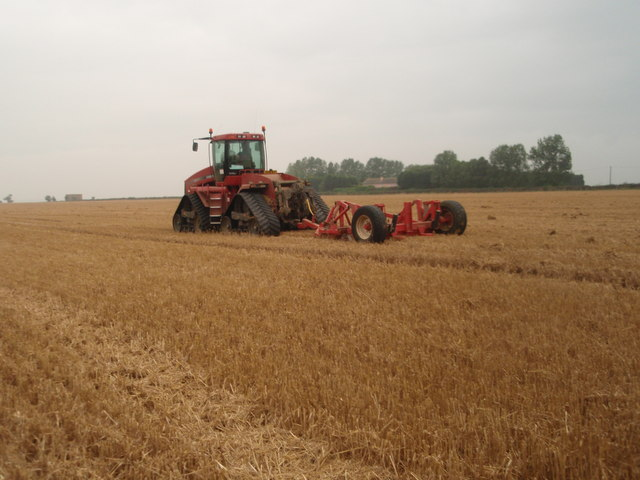
Charrue-taupe traînée